# 스펠 카드
스펠 카드(スペルカード,Spell card)는 동인 서클 상하이 앨리스 환악단에서 제작한 탄막 슈팅 게임인 동방 프로젝트에 탑재되어 있는 시스템과 그 무대인 환상향의 결투 룰인 〈스펠 카드 룰〉에 사용되는 기술이나 계약서의 총칭이다.
이 항목에서는 작품 명인 동방 Project에서 《동방》과 말미의 영문 부분을 뺀 약칭을 사용하고 있다. 정식 명칭에 대해서는 동방 프로젝트를 참조.

## 설정
스펠 카드 룰은 환상향 내에서의 분쟁을 해결하기 위한 수단으로, 인간과 요괴가 대등하게 싸울 경우나, 강한 요괴끼리 싸우는 경우에 필요 이상의 힘을 내지 않게 하기 위한 결투 룰이다. 〈명명결투법(命名決闘法)〉이라는 명칭도 있고 기술은 〈카드 어택〉이라고 불리는 경우도 있다.

## 카드의 이름
스펠 카드라는 것은 자신의 공격에 이름을 붙였다는 설정으로 각 스펠카드에는 공격에서 떠올릴 수 있는 이름이 붙어 있다. 기본적으로는
- 부(符)이름「카드이름」

과 같은 형식으로 이름이 붙는다.
부(符)이름부 이름 부분에는 카드 명 등을 이미지화한 단어가 들어간다. 대체로 〈＊부(符)〉(수부(氷符), 월부(月符) 등)처럼 2글자의 한자가 들어가는 경우가 많지만 그 이외에도 2글자(신벌(神罰), 상기(想起) 등)나 3글자 이상(정체불명(正体不明) 등)의 단어가 들어가거나 알파벳이 들어간 것도 존재한다. 또한 일부 난이도 높은 스펠 카드에는 부 이름이 붙어있지 않은 경우도 있다.
카드이름카드 이름은 문자 그대로 카드의 명칭을 나타낸다. 카드 이름은 「」(갈고리 괄호)로 묶어 표기한다. 카드 이름은 그 스펠 카드의 공격을 이미지화한 여러 가지 명칭이 붙게 된다.

### 참고 문헌
- 《동방구문사기 〜 Perfect Memento in Strict Sense.》 (ISBN 4-7580-1063-3)
- 《The Grimoire of Marisa》 (ISBN 4-7580-1152-4)